# Нияю (приток Хейгияхи)
Нияю — река в России, протекает по Ямало-Ненецкому АО. Устье реки находится в 179 км по левому берегу реки Хейгияха. Длина реки составляет 67 км.
В 20 км от устья по левому берегу реки впадает река Салабаяха.

## Данные водного реестра
По данным государственного водного реестра России относится к Нижнеобскому бассейновому округу, водохозяйственный участок реки — Надым, речной подбассейн реки — подбассейн отсутствует. Речной бассейн реки — Надым.
Код объекта в государственном водном реестре — 15030000112115300050637.